# Понедельник без мяса
«Понедельник без мяса» (англ. Meatless Monday также англ. Meat free Monday) — международное движение, которое призывает людей не есть мясо (в том числе продукты с содержанием мяса) по понедельникам, тем самым улучшить своё здоровье и «здоровье планеты». Также оно призывает бороться с глобальным потеплением, снижая потребление мясной продукции. Последователи этого движения считают, что если каждый человек хотя бы один день в неделю не будет есть мясо, экологическое состояние Земли улучшится, ведь на производство мясных изделий приходится около 18 % от общего выброса углеводорода в атмосферу, что ведёт к усилению парникового эффекта.

## История

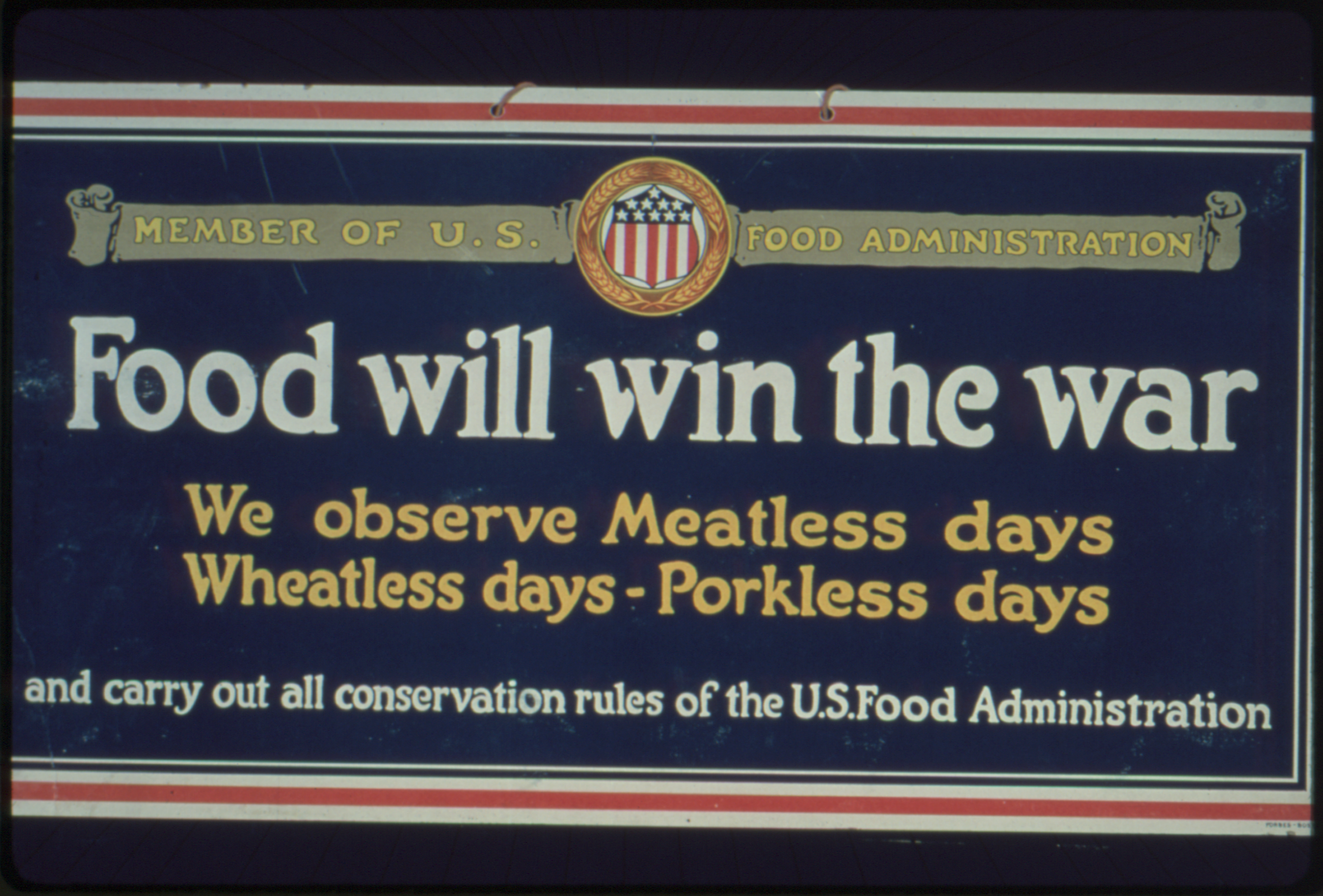
Агитационный плакат Министерства пищевой промышленности США времён Первой мировой войны

«Понедельник без мяса» начал свою историю в Первую мировую войну, когда Министерство пищевой промышленности США обратилось к гражданам с просьбой отказаться раз в неделю от мяса (в понедельник) и от хлеба (в среду) с целью этих сэкономленных продуктов сделать дополнительные консервы и продуктовые посылки, которые отправляли в Европу, где ощущалась нехватка продуктов.
Новый всплеск движение получило в годы Второй мировой войны.
В 2003 году с целью сократить общее потребление мяса «понедельники без мяса» были возобновлены по инициативе Школы общественного здравоохранения Джонса Хопкинса Университета Блумберга в США. Позднее эта идея была подхвачена во многих странах мира. В 2009 году сэр Пол Маккартни и его дочери Стелла и Мэри запустили сайт в поддержку движения. В октябре 2009 года движение было запущено в Сан-Паулу Бразильским вегетарианским обществом при непосредственной государственной поддержке. 6 апреля 2010 года Сан Франциско стал первым городом США, официально объявивший понедельники «днями без мяса», назвав их вегетарианскими. В ноябре 2012 года к движению официально присоединился Лос-Анджелес. Постепенно к движению присоединились ряд крупных университетов и предприятий США[какие?], и такие знаменитости как Альберт Гор, Гвинет Пэлтроу, Кейт Мосс и многие другие[кто?]. Теперь во многих[сколько?] ресторанах мира по понедельникам не подают мясные блюда.
Наибольшее развитие движение получило в США, Англии, Бразилии, Канаде, Израиле, Австралии и Бельгии.